# 海格特 (牙買加)
海格特是牙買加的城鎮，位於該國東北部，由米德爾塞克斯郡的聖瑪麗區負責管轄，平均海拔高度280米，該鎮附近是森林和耕地，2010年人口5,454。
18°52′01″N 76°52′01″W / 18.867°N 76.867°W